# محافظة توليدو الجديدة
تشكلت محافظة توليدو الجديدة التابعة للإمبراطورية الإسبانية من النصف الجنوبي السابق لإمبراطورية الإنكا، وامتدت جنوبًا حتى وسط تشيلي الحالية، ومن الشرق إلى وسط البرازيل الحالية.
أسسها الملك كارلوس الأول ملك إسبانيا عام 1528. كان دييغو دي ألماغرو حاكمًا مستعمرًا إسبانيًا معينًا.
تم استبدالها بـ«النيابة الملكية على بيرو» عام 1542.

## المحافظات في منطقة بيرو
بعد التقسيم الإقليمي الأول لأمريكا الجنوبية بين إسبانيا والبرتغال، تم تقسيم الإدارة الاستعمارية البيروفية إلى أربعة كيانات:
- محافظة قشتالة الجديدة، وتتألف تقريبًا من الحدود الإكوادورية الكولومبية في الشمال إلى كوسكو في الجنوب.
- محافظة توليدو الجديدة، التي تشكل النصف الجنوبي السابق من إمبراطورية الإنكا، وتمتد نحو وسط تشيلي.
- محافظة الأندلس الجديدة، التي لم يتم احتلالها رسميًا من قبل إسبانيا إلا بعد عقود.
- محافظة ليون الجديدة (فيما بعد مملكة ليون الجديدة)، أقصى الجنوب من القارة.

وضع هذا التقسيم الإقليمي الأساس للإدارة الاستعمارية لأمريكا الجنوبية لعدة عقود. تم حله رسميًا في عام 1544، عندما أرسل الملك كارلوس الأول مبعوثه الشخصي، بلاسكو نونيث فيلا، لحكم الوصاية التي تأسست حديثًا في بيرو والتي حلت محل المحافظات.